# Hoya ferrerasii
Hoya ferrerasii är en oleanderväxtart som beskrevs av Kloppenb. och S.Siar. Hoya ferrerasii ingår i släktet Hoya och familjen oleanderväxter. Inga underarter finns listade i Catalogue of Life.